# Podocerus pyurae
Podocerus pyurae is een vlokreeftensoort uit de familie van de Podoceridae. De wetenschappelijke naam van de soort is voor het eerst geldig gepubliceerd in 1975 door Griffiths.